# آبشش‌دهانان
آبشش‌دهانان (نام علمی: Branchiostomatidae) نام یک تیره از راسته نیزک است.